# Gurii Savin
Gurii Nikolaevich Savin, mais conhecido como G. N. Savin (em russo:  Савин, Гурий Николаевич) (Ves'egonsk, Oblast de Tver, 1 de fevereiro de 1907 — 28 de outubro de 1975), foi um matemático, físico e engenheiro ucraniano.

## Obras
- Spannungserhöhung am Rande von Löchern. Berlim : VEB, 1956.
- Stress concentration around holes
- Stress concentration in plates, shells, or other structural bodies weakened by holes